# Intégralisme lusitanien

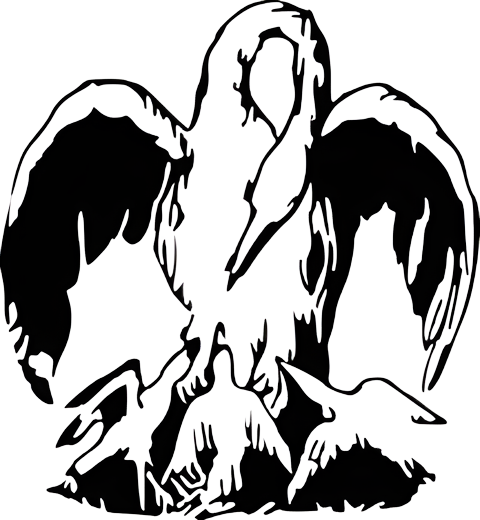

L'Intégralisme lusitanien (en portugais : Integralismo lusitano) désigne un mouvement socio-politique portugais qui se définit comme traditionaliste, mais non conservateur, anti-moderniste, anti-parlementariste, communaliste et syndicaliste. Il s'agit d'un mouvement décentralisateur, catholique et monarchiste. Partisan des anciennes lois organiques du royaume (« monarchie intégrale »), il s'oppose à la monarchie constitutionnelle et à la monarchie absolue. Dans son texte Ao princípio era o Verbo, António Sardinha, affirme que le but du mouvement est de restaurer le sentiment de grandeur historique du Portugal par un retour aux fondamentaux de l'expansion portugaise. En dépit de l'admiration d'António de Oliveira Salazar pour l'intégralisme, plusieurs de ses membres s'opposent après sa dissolution à l'Etat Nouveau, qu'ils considèrent comme un corporatisme d’État d'inspiration fasciste, et à ce titre une falsification grossière de leurs doctrines corporatives d'association. Pour les intégralistes, l'instauration d'un État intégral fort (Estado Integral), incarné dans la personne du roi, n'est pas une fin, mais un instrument, un moyen d'aboutir à la défense du « bien commun, de la civilisation générale et du service de Dieu ».
Son influence se fait surtout sentir entre 1914 et 1932, date à laquelle le régime libéral laisse place à un régime autoritaire. En 1932, à la mort sans descendant de l'ancien roi Manuel II, le groupe est dissout en tant que mouvement politique avec la fusion de tous les organismes monarchistes autour de Duarte Nuno de Bragance.[réf. nécessaire] Parmi ses membres les plus connus, on compte Hipólito Raposo, António Sardinha, Luís de Almeida Braga, Alberto Monsaraz, Leão Ramos Ascensão, João Mendes da Costa Amaral, Pequito Rebelo et Francisco Rolão Preto. Ramalho Ortigão adhère avec enthousiasme au mouvement à la fin de sa vie. Le groupe des Vaincus de la vie, dont il fait partie, partage avec ce mouvement la même rejet du parlementarisme partidaire (la partidocracie comme on l'appelle à l'époque).

## Doctrine
Le mouvement oppose une monarchie intégrale à la république démocratique, une nation organisée, hiérarchisée et sélectionnée à la souveraineté populaire, une représentation par les groupes traditionnels (famille, municipalités, corporations professionnelles…) plutôt que par le suffrage universel. Ils dénoncent la centralisation de l'État libéral, qui détruit la vie locale au profit de l'urbanisme.
Bien que partisans d'une monarchie traditionaliste n'acceptant pas l'implantation de la république, le mouvement ne prétend pas au retour de la monarchie libérale d'avant 1910. Il défend un gouvernement de la république par une monarchie constitutionnelle et non absolutiste.
Sa doctrine repose sur les principes de la monarchie organique, traditionaliste et antiparlementaire, fondée sur le pouvoir personnel du roi, en tant que guide de la « fonction gouvernementale suprême » ayant toujours le souci du bien commun. Le monarque doit aussi avoir un pouvoir exécutif en ce qui concerne la défense diplomatique et militaire, la gestion des finances générales et la « direction du pouvoir judiciaire ».
Pour ce qui est des autres pouvoirs, ils prônent la décentralisation qui repose sur un système de reconnaissance des corps intermédiaires - corporations, syndicats, familles, paroisses, provinces, municipalités. Quant aux questions spirituelles, elles sont laissées à l'Église catholique, partenaire privilégié du pouvoir politique.
Le mouvement soutenait le roi déchu, Manuel II, mais refuse le rotativisme des partis idéologiques de la fin de la monarchie constitutionnelle, qu'il appelle « régime des oligarchies partidaires ». Il revendique une monarchie fondée sur la représentation régionale, municipale et syndicale, en accord avec les anciennes traditions de la monarchie portugaise. Ainsi, les partis politiques ne doivent pas pouvoir gouverner, diriger une administration publique, ou encore siéger au parlement; à peine peuvent-ils, éventuellement, avoir un rôle consultatif.
Depuis sa dissolution en tant que mouvement politique, en 1932, et jusqu'à nos jours, l'intégralisme lusitanien demeure surtout une école de pensée et d'idées monarchistes, nationalistes, traditionalistes et patriotiques.

## Historique
C'est à l'université de Coimbra, durant leurs années d'étude (1907-1911), que les futurs membres d'IL se rencontrent et élaborent leur pensée politique. Le pays connaît alors une crise politique avec l’essoufflement du rotativisme, la dictature de João Franco et l'érosion de la monarchie. Cette situation favorise les partisans d'une république au Portugal. En face, les défenseurs de la monarchie se mobilisent. Les futurs membres d'IL, partisans d'un nationalisme traditionaliste, se recrutent aussi bien chez les républicains que chez les monarchistes. En effet, davantage que la politique, c'est la littérature qui unit les futurs membres du mouvement. On trouve là un autre point commun avec les membres de l'Action française, qui devient l'une de leurs principales références : « Charles Maurras a dit un jour "les lettres nous ont conduit à la politique […] mais notre nationalisme commence par être esthétique". En réfléchissant un peu à nos origines littéraires […] je reconnais que pour nous aussi, les Lettres conduisirent à la politique ». Ils ont l'habitude de se réunir pour débattre et organiser des lectures (Spencer, Nietzsche, Bergson et, chez les portugais, Eça de Queirós, Joaquim Pedro de Oliveira Martins, Ramalho Ortigão et Antero de Quental). Il leur arrive de publier leurs œuvres dans la presse estudiantine. Ils manifestent un élitisme intellectuel qui se traduit jusque dans leur comportement.
Leurs études terminées, le groupe se sépare mais reste en contact. La proclamation de la république, en 1910, les rapproche encore plus de l'Action française. Ces déçus de la démocratie et du parlementarisme, réclament un pouvoir fort, une société hiérarchisée, fondée sur la famille et la paroisse, une économie organisée en corporations et une église catholique forte. Certains membres, en exil en Belgique, à Gand, lancent une publication, A Alma Portuguesa (1913), où transparaissent déjà les bases de l'intégralisme.
Fin 1912, António Sardinha fait part de sa conversion au monarchisme et au catholicisme : « les seules limites que l'homme peut encore accepter, sans perdre sa dignité et sa fierté ». Il remercie même « cette république tragi-comique » qui l'a vacciné à temps contre ce régime.
En septembre 1913, Sardinha, Hipólito Raposo et Alberto de Monsaraz se joignent à lui à Figueira da Foz afin de réfléchir au lancement de Nação Portuguesa, une revue d'idées et de doctrine politiques. Le premier numéro sort le 8 avril 1914, avec comme collaborateurs, outre ses fondateurs, Mariotte, João do Amaral, José Pequito Rebelo, Simeão Pinto de Mesquita et Francisco Xavier Cordeiro.
En 1914, João do Amaral, républicain déçu, publie un feuillet intitulé Aqui d’El Rei!, où, pour la première fois, sont définis leurs principes de « monarchie organique, antiparlementaire, décentralisée et traditionaliste ». On y présente aussi les idées de l'Action française de Charles Maurras, avec une enquête sur la jeunesse, célèbre dans sa version française. Amaral revendique les idées de de Maistre, Bonald, Renan, Leplay, Maurras et Barrès contre celles de Rousseau.
En 1915, les intégralistes surgissent sur la scène politique. Le groupe se forme officiellement à Coimbra. Il réunit aussi bien des monarchistes que des déçus de la Première République portugaise. Ils se lancent dans une campagne visant à diffuser leurs idées. En 1915, ils organisent un cycle de conférence à la Ligue Navale, à Lisbonne (les Conférences du Casino). Mettant en garde contre le danger de l'ibérisme et de l'absorption du Portugal par l'Espagne, ils prennent position sur les différents aspects de la vie nationale : économie, politique, culture… Les conférences sont violemment interrompues, les installations pillées et détruites.
Avec l'entrée du Portugal en guerre, en 1916, le mouvement se transforme en organisation politique, créant une Junte centrale et des organisations dans les districts et les communes. À la même époque, ils jurent fidélité à Manuel II et reconnaissent l'importance de l'alliance luso-britannique. La revue Nação Portuguesa est remplacée en 1916 par le quotidien A Monarquia qui vise à élargir leur public.
En 1922, le mouvement s'auto-dissout mais ses publications doctrinales continuent. Dans les années 1930, avec l'avènement de l'Estado Novo, certains auteurs, retraçant la généalogie de la pensée nationaliste, tentent de démontrer le rôle du mouvement sur les fondements du régime.
Dans les années 1940, d'anciens membres du mouvement lancent les éditions Gama, qui réédite une grande partie de leurs textes et publie une première histoire officieuse.